# 韓龍国
韓 龍国（ハン・リョングク、朝鮮語: 한룡국）は、朝鮮民主主義人民共和国の政治家。林業相、朝鮮労働党中央委員会委員。

## 経歴
出生地や生年月日は不明。2014年3月に最高人民会議第13期代議員に選出され、同年4月9日に開催された最高人民会議第12期第1回会議で林業相に任命された。2016年5月9日に開催された朝鮮労働党第7次大会で朝鮮労働党中央委員会委員候補に選出された。2019年3月に最高人民会議第14期代議員に再選し、同年4月11日に開催された最高人民会議第14期第1回会議で林業相に再任された。
2021年1月5日から開催された朝鮮労働党第8次大会で中央委員会委員候補に選出され、同年12月27日から開催された党中央委員会第8期第4回総会で党中央委員に補欠選挙された。

## 参考サイト
- 북한정보포털

| 先代金光栄 | 林業相2014年 - | 次代現職 |